# Казахизация
«Казахизация» — неофициальный термин, используемый для обозначения национальной политики в Казахстане, направленной на возрождение «национальных, культурных, языковых ценностей», усиление роли казахского языка и влияния казахоязычных кадров в государственном управлении.
В 2004 году Ассамблеей народа Казахстана была выдвинута доктрина «Национального единства» («Казахстанская нация»), объединяющая граждан независимо от этнического происхождения, её озвучил президент Казахстана Назарбаев, однако она вызвала критику в свой адрес.

## Предыстория
Дореволюционный период освоения казахских степей сопровождался переселением русскоязычного населения из центральных частей империи. За период 1897—1917 годов численность русскоязычных на территории современного Казахстана увеличилась с 505 тыс. чел. до 1,281 млн. чел.
В 1920-е — 1930-е годы, в Казахской АССР начала проводиться кампания коренизации, с целью подготовки и продвижения коренного населения (казахов) на руководящие должности.
Коренизация шла по двум направлениям:
- Внедрение казахского языка в делопроизводство, в сферу образования.
- 22 ноября 1923 года ЦИК Киргизской АССР принял декрет, который предусматривал перевод в период с января по июль 1924 года всего официального делопроизводства в казахских волостях на казахский язык[9]. Была резко увеличена сеть школ с обучением на казахском языке. В 1940—1941 учебном году в советском Казахстане было 7790 школ (4428 — казахских), с контингентом обучающихся 1138 тыс. детей (в том числе 441 тыс. учащихся-казахов)[10]. В 1937 году на территории Казахской ССР было 18 вузов, в которых обучалось (по данным на 1937—1938 учебный год) 1453 казаха-студента[11]. В 1939—1940 учебном году число казахов-студентов в вузах республики составило уже 2675 человек[11]; Также был осуществлён перевод казахского языка с арабской вязи на новую латинскую графику — яналиф, позже замененной на кириллический аналог.
- Выдвижение этнических казахов на различные должности.
- Предполагалось продвижение образованных казахских кадров на административные и партийные посты. А также подготовку национальных кадров для занятия в сельском хозяйстве, промышленности, строительства, транспорта, связи и учреждений культуры. Были установлены национальных процентные нормы для государственного аппарата. II сессия ЦИК Киргизской АССР потребовала 100 % коренизации штатов в районах проживания казахского населения и 50 % коренизации в районах со смешанным по этническому составу населением[12]. В 1936 году казахи составляли 67 % КазЦИКа, 64 % руководства республиканских наркоматов, 53 % руководящих работников исполкомов, 56 % председателей областных исполкомов, 69 % райисполкомов, 65 % председателей аулсоветов[13]. На 1 января 1937 года казахи составляли 46,8 % численности партийной организации республики[13].

В 1920—1921 годах советская власть предприняла ряд мер по ограничению переселения русскоязычных жителей в Казахстан, а также по возврату казахам части изъятых земель. Постановление Совнаркома Киргизской автономной советской социалистической республики от 8 ноября 1920 года запретило самовольное крестьянское переселение. Вернувшиеся в начале 1920-х годов из Китая (куда бежали после подавления восстания 1916 года) казахи обнаружили, что на оставленных землях появились поселения русскоязычного населения. Власти Казахской АССР выселили русскоязычное население, передав землю с постройками казахам. Всего были ликвидированы 120 русских и украинских сел, 32 хутора, 95 заимок и выселено 6466 хозяйств (из них почти половина в Джетысуйской губернии). Во второй половине 1920-х годов на территории Казахстана изъятие земель у русскоязычных переселенцев приняло массовый характер и сопровождалось их выездом. Официальные статистики в 1929 году сообщали, что шло выдавливание «европейского» населения, в результате которого число хозяйств в целом по республике сократилось на 14 %, а русское и украинское население советского Казахстана уменьшилось на 700 тыс. человек.
Коренизация была непоследовательной — периоды её активности чередовались с резкими отступлениями.
Сворачивание коренизации началось с землеустройства. 8 февраля 1927 года Президиум ВЦИК РСФСР уравнял в правах землепользования казахское и русскоязычное население. В феврале 1929 года был снят запрет на переселение в Казахстан крестьян из европейской части СССР.
В 1930-x годах начался резкий поворот и отказ от политики коренизации. Большой террор привёл к тому, что многие сторонники коренизации были репрессированы. Сама коренизация провалилась — перевести делопроизводство на казахский язык не удалось. Однако значительная часть должностей оказалась занята казахами, возник многочисленный казахский рабочий класс. Казахский язык повторно перевели с яналифа на кириллицу.
С 1932 года по 1933 год вслед за всей страной в Казахской АССР началась политика коллективизации, которая привела к голоду на территории республики, в результате чего умерло от 1 млн до 1,75 млн., преимущественно казахского населения.
В 1960-е — 1980-е началось количественное преобладание студентов-казахов над студентами-русскими в вузах Казахской ССР, если в 1959 году оно составляло 1,00 к 1,15, то в 1970 году уже 1,31 к 1. Сильнее всего эти процессы наблюдались в вузах Алма-Аты, в них этнические казахи стали преобладать как среди студентов, так и среди преподавателей.
В начале 1986 года из 166 членов ЦК Компартии Казахской ССР 92 человека (54 %) были казахами, а среди 18 первых секретарей ее обкомов насчитывалось 11 казахов (61 %). Доля этнических казахов среди партийного руководства была намного выше их доли среди населения Казахской ССР, где преобладали этнические русские. Так, в 1979 году этнические казахи составляли только 36 % населения, тогда как русские — 40 %.
В итоге к середине 1980-х годов этнические казахи доминировали в администрации, высшем образовании, науке и культуре Казахской ССР. Однако власти советского Казахстана (в том числе все более преобладающие там этнические казахи) поддерживали курс на постепенное сокращение применения казахского языка. Историк Саттар Казиев так характеризует политику руководства Казахской ССР во главе Д. Кунаевым:
:

Казахстанские руководители исправно выполняли распоряжения союзных властей по внедрению русского языка, закрывали казахские школы и газеты на казахском языке.
Делопроизводство велось (по состоянию на 1988 год) исключительно на русском языке в большинстве областей Казахской ССР, во всех республиканских министерствах и ведомствах и в Алма-Ате. В местных органах власти делопроизводство на казахском языке было лишь в немногих областях с преобладанием казахов. В 1988 году делопроизводство на казахском языке велось лишь в 748 (25 %) из 2995 исполкомов Советов разного уровня.
Русскоязычным было высшее образование и значительная часть школьного образования. Большинство детей (в том числе казахов) обучались в русских школах и классах. Это следует из статистических данных. В 1987—1988 учебном году в Казахской ССР было 7900 школ, в которых обучалось 3917 тыс. детей:
- 4179 школ с обучение на русском языке (2009 тыс. школьников);
- 2540 школ с обучением на казахском языке (908 тыс. школьников);
- 1094 школы со смешанным обучением;
- 73 школы с обучением на узбекском языке (58 тыс. школьников);
- 11 школ с обучением на уйгурском языке (13 тыс. школьников);
- 9 школ с обучением на таджикском языке (2 тыс. школьников).

В 1986 году главой Казахской ССР был назначен Геннадий Колбин, что вызвало недовольство в кругах казахской интеллигенции и молодежи, требовавших назначить руководителя из числа казахов, всё это вылилось в многотысячный протест который был тут же подавлен. После этого новый глава, следуя новой политике партии, начал чистку местного партийного и государственного аппарата, снимая с должностей «засидевшихся» на своих местах функционеров. По словам Колбина, с февраля по август 1987 года были сняты с должностей 144 человека, входившие ранее в номенклатуру ЦК Компартии Казахской ССР, из которых 12 были исключены из партии. Фактически это была частичная деказахизация, так как вместо снятых с должностей ставились новые кадры, среди которых было много представителей других народов Казахстана. Доля казахов в высшем руководстве республиканской Компартии упала ниже 50 %.
В конце 1987 года казахами были:
- 13 из 32 членов Бюро ЦК Компартии Казахстана;
- 65 из 156 членов ЦК Компартии Казахстана;
- 7 из 18 первых секретарей обкомов.

При Колбине начался более жёсткий отбор кадров, с их поголовной переаттестацией и увольнением лиц, ее не прошедших. Жёсткие требования начали предъявлять и в вузах республики, откуда увольняли преподавателей, руководство (в том числе ректоров), а также исключали студентов. Боролись и с квотами на казахских студентов в русских регионах, так, местные власти Караганды рекомендовали, чтобы в 1987—1988 учебном году среди зачисленных в Карагандинский медицинский институт было не более 20 % этнических казахов вместо 50 % студентов в предшествующий период.

## Первый этап (1991—1995 годы)
В этот период приоритет был у этнонациональной политики, и тогда были приняты концептуальные документы, которые законодательно закрепили статус государствообразующей нации исключительно за казахским народом. Русский язык получил статус официального языка и языка межнационального общения.
В Декларации о государственном суверенитете Казахской ССР от 25 октября 1990 года закреплено, что казахи являются государствообразующей нацией и составляют этнокультурное ядро казахстанской государственности.
Конституционный закон «О государственной независимости Республики Казахстан» от 16 декабря 1991 года подчеркнул «право казахской нации на самоопределение».
Конституция Казахстана от 28 января 1993 года также уделила особое внимание национальному характеру казахстанской государственности, представив её как форму государственности самоопределившейся казахской нации.

## Второй этап (с1995 года)
Принятие Конституции 1995 года ознаменовало второй этап тем, что закрепило общегражданские принципы характера государственности с переходом к территориальной (гражданской) модели нации.
В Конституции 1995 года отсутствует деление казахстанцев на представителей титульной и нетитульной нации, что стимулировало интеграционные процессы в обществе.
Согласно конституции Казахстана (принятой 30 августа 1995 года): 

Мы, народ Казахстана, объединённый общей исторической судьбой, созидая государственность на исконной казахской земле, сознавая себя миролюбивым гражданским обществом, приверженным идеалам свободы, равенства и согласия, желая занять достойное место в мировом сообществе, осознавая свою высокую ответственность перед нынешним и будущими поколениями, исходя из своего суверенного права, принимаем настоящую Конституцию.
Русский язык и права русскоязычных также защищены конституцией Казахстана:

Статья 7
1. В Республике Казахстан государственным является казахский язык.
2. В государственных организациях и органах местного самоуправления наравне с казахским официально употребляется русский язык.
Согласно Постановлению Конституционного Совета РК от 8 мая 1997 года № 10/2: «Данная конституционная норма понимается однозначно, что в государственных организациях и органах местного самоуправления казахский и русский языки употребляются в равной степени, одинаково, независимо от каких-либо обстоятельств».

Закон Республики Казахстан от 24 декабря 1996 года № 56-I О культуре — Регулирует общественные отношения в сфере создания, возрождения, сохранения, развития, использования и распространения казахской национальной культуры, культуры других народов Казахстана.

## Третий этап (с 1997 года)
Закон Республики Казахстан от 11 июля 1997 года № 151-I 
О языках в Республике Казахстан

Статья 6.
Забота государства о языках
Каждый гражданин Республики Казахстан имеет право на пользование родным языком, на свободный выбор языка общения, воспитания, обучения и творчества.
Государство заботится о создании условий для изучения и развития языков народа Казахстана.
В местах компактного проживания национальных групп при проведении мероприятий могут быть использованы их языки.

В статью 7 внесены изменения в соответствии с Законом РК от 27.07.07 г. № 315-III (см. стар. ред.)
Статья 7. Недопустимость препятствования функционированию языков
В Республике Казахстан не допускается ущемление прав граждан по языковому признаку.
Действия должностных лиц, препятствующих функционированию и изучению государственного и других языков, представленных в Казахстане, влекут за собой ответственность в соответствии с законами Республики Казахстан.
Статья 7
1. В Республике Казахстан государственным является казахский язык.
2. В государственных организациях и органах местного самоуправления наравне с казахским официально употребляется русский язык.
Согласно Постановлению Конституционного Совета РК от 8 мая 1997 года № 10/2: «Данная конституционная норма понимается однозначно, что в государственных организациях и органах местного самоуправления казахский и русский языки употребляются в равной степени, одинаково, независимо от каких-либо обстоятельств».
3. Государство заботится о создании условий для изучения и развития языков народа Казахстана.

## Переименование названий городов и сёл
С момента обретения независимости в Казахстане ведётся кампания по переименованию различных названий населённых пунктов и улиц на казахский манер, что часто касается даже исторически русских поселений. Переименование производилось указами властей Казахстана, мнение населения насчёт переименования не учитывалось.

#### Ассамблея народа Казахстана
Одним из главных инструментов национальной политики стала созданная в 1995 году Ассамблея народа Казахстана (АНК). По оценке В. Коршунова и А. Чеботарёва, «в нашей стране АНК — это единственный ведущий орган в области регулирования и развития межэтнических отношений, хотя и имеющий статус консультативно-совещательного органа при Президенте».
В 1996 году Президент Казахстана Нурсултан Назарбаев подписал указ об объявлении 1 мая Днём единства народа Казахстана.
11 октября 1997 года Президент страны в послании Казахстан 2030 отметил, что шовинизм ещё не полностью забыт. Но русофобия резко пошла на убыль. А процесс возрождения казахских традиций и языка стал восприниматься как естественный.
На 2001 год, по оценке С. А. Асановой, современный Казахстан переживает период национального возрождения; в докладе президента Н. А. Назарбаева (за 1997 год) перемены в стране характеризуются как возрождение национальной государственности. Так же возрождаются и народные ремёсла, народные обычаи, обряды и национальные виды спорта, религия титульной нации, национальное образование и казахский язык, песенный жанр и стихосложение на казахском языке.

## Доктрина «Национального единства»
В 2004 году Ассамблеей народа Казахстана была выдвинута доктрина «Национального единства». Её озвучил президент Казахстана Назарбаев, однако она вызвала критику в свой адрес. ОСДП «Азат» и партия «Ак Жол» выдвинули альтернативные концепции.
Проект «Доктрины национального единства Казахстана» создавался по поручению Нурсултана Назарбаева, обращённое Ассамблея народа Казахстана в октябре 2008 года.
Доктрина национального единства Казахстана представлена Президентом Республики Казахстан на XV сессии Ассамблеи народа Казахстана (Астана, 26 октября 2009 года) и одобрена на состоявшемся 19 апреля 2010 года заседании Совета Ассамблеи народа Казахстана.
1 мая 2010 года Нурсултан Назарбаев заявил, что опыт построения межнационального согласия в Казахстане вызывает растущий интерес у ОБСЕ. «Дух нашего народа лежит в основе политики, которую мы проводим с первых дней независимости — это как раз толерантность и дружба», — подчеркнул Назарбаев.

## Государственная служба
По мнению С. Панарина, административно-территориальная реформа в Казахстане (1997) года имела черты этнического джерримендеринга, в ходе которой часть русскоязычных регионов были объединены с преимущественно казахскими и таким образом утратили этнически русское большинство.
По итогам переписи 1989 г. представительство казахов в сфере управления было выше их доли в населении. В Кокчетавской, Павлодарской, Северо-Казахстанской и Целиноградской областях казахи по числу работающих в органах управления на 1000 человек занятого населения опережали основные этнические группы русскоязычных. После обретения независимости процесс роста доли казахов в государственном секторе ускорился. Так, в Восточно-Казахстанской области совокупная доля казахов, занятых в образовании, культуре, науке и органах управления, с 1989 по 1994 г. поднялась с 28,1 до 37,2 %. По данным движения «Лад», в Акмолинской области с 1994 по 1995 г. представительство казахов среди руководителей областной администрации увеличилось с 32,6 % до 45,8 %, среди руководителей городской и районной администрации — с 53,3 до 60 %. Доля русских, напротив, уменьшилась в 1,2-1,4 раза. Е. Карин и А. Чеботарев в 2002 г. дали следующую оценку: «представители коренного населения составляют от 80 до 90 % административной элиты». Н. В. Вдовина в 2008 г. отмечает отсутствие фамилий, представляющих другие народности Казахстана (помимо казахов), среди руководителей ведущих казахстанских высших учебных заведений.
По состоянию на 2010 год отмечается диспропорциональность в этническом составе кадров государственного сектора. К примеру, в департаменте госстатистики самой русскоязычной Северо-Казахстанской области, доля работников казахов составляла 50 %, доля русских 35 %, других народов — 15 %. При этом доля этнических русских в населении области составляла 47 %, казахов 35 %, других национальностей 18 %, а среди работоспособного населения области старше 18 лет русские составляли не менее 60 %, казахи только 25 % населения.
В южных областях диспропорции стали ещё более заметны. Так в департаменте госстатистики Алматинской области, обслуживающем как область, так и город Алма-Ата, казахи составляли 85,5 % занятых, русские — всего 8 %, представители других национальностей лишь 5,5 %. При этом в населении региона казахи составляли 57 %, русские 30 %, другие национальности 13 %.
При этом Казахстан остается единственной страной в СНГ, где для поступления на государственную службу не требуется знание государственного языка.

## Языковая политика
Важнейшим направлением деятельности государства в сфере межэтнических отношений стало проведение сбалансированной языковой политики.
Благодаря работе Ассамблеи народов Казахстана, в Казахстане поддерживаются языки и культуры (или по крайней мере не создаются препятствия для их развития), не имеющих статуса государственного.
26 июля 2010 года Министр культуры РК Мухтар Кул-Мухаммед сообщил, что история Казахстана в вузах страны будет преподаваться только на казахском языке, а также подчеркнул: «Реализация поставленных задач позволит достичь к 2020 году уверенных результатов: доля казахстанцев, владеющих госязыком, возрастет с 60 до 95 %», «доля казахстанцев, владеющих русским языком, составит не менее 90 %, сейчас это 89 %. Доля казахстанцев, владеющих английским языком, составит порядка 20 %».

## Программа переселения этнических казахов
Власти Казахстана оказывают существенную поддержку переселению этнических казахов из других стран в Казахстан, так называемых репатриантов кандасов — возвращенцев. Особую обеспокоенность у русскоязычного населения Казахстана вызывает программа казахстанских властей по стимулированию репатриации этнических казахов в Казахстан в условиях продолжающегося сокращения, в том числе как следствие интенсивной эмиграции, русского и другого русскоязычного населения, для стабилизации численности которого по мнению русской общины не предпринимается решительных шагов.

## Реакция на «казахизацию»

### Реакция России
Несмотря на постоянные обращения русскоязычных граждан Казахстана в посольство России, по словам посла в Казахстане Ю. Мерзлякова, в Казахстане «случаев массового нарушения прав русскоязычного населения не отмечалось». Однако, как отметил дипломат, «в письмах в посольство порой попадались жалобы чуть ли не на „геноцид“ русского народа».
О положении русских в Казахстане недвусмысленно говорит письмо 2000 года уральских казаков из Уральской области Владимиру Путину, в котором авторы призывали президента России «остановить геноцид русского народа в Казахстане». В письме казаки писали о том, что «в результате агрессивной национальной политики казахских властей» происходит процесс выдавливания представителей русского населения и казачества за пределы РК, что из Казахстана выехало около трех с половиной миллионов человек (25 % всего населения), а по прогнозам наблюдателей отток в 2000 году составит ещё 500—700 тысяч человек, что закрываются русские культурные учреждения и школы, а в казахских школах фальсифицируется история России. «Тем не менее мы не желаем покидать свою Родину и могилы предков», — заявляли авторы письма: атаман Уральского (Яицкого) Казачьего войска Е. Сурганов, заместитель старшины Совета старшин Н. Круглов и председатель Уральского областного отделения РОСД «Лад» А. Шацкий. Письмо осталось без надлежащей реакции.

### Реакция населения Казахстана
26 ноября 2009 года известные деятели культуры, литературы, а также главные редакторы газет и журналов, издающихся в республике, представители интеллигенции, руководители общественных организаций — за подписью 124 человек, при поддержке более 5 тысяч граждан опубликовали открытое письмо Президенту Республики Казахстан Нурсултану Назарбаеву, казахскому народу и представителям других национальностей, живущих в их республике, в котором выразили своё негодование против доктрины «Казахстанская нация», выдвинутой Ассамблеей народа Казахстана..
Председатель Республиканского движения «Лад» в Казахстане Максим Крамаренко также имел ряд критических замечаний по документу «Доктрина национального единства Казахстана».
5 апреля 2010 года Объединение молодёжных организаций Казахстана в лице руководителя клуба «Рух пен тіл» (каз. «Дух и язык»), активиста движения «За свободный Интернет», и члена президиума движения «Государственный язык» провели пресс-конференцию, на которой представляли интересы 7000 студентов. А 11 апреля 2010 года в Алма-Ате на площади «Астана» провели митинг с участием 100 человек. Одним из основных их требований был отказ от идеи формулировки «казахстанская нация». Объединение молодёжных организаций Казахстана восприняла идею «Казахстанской нации» как угрозу существования казахской нации.

### Международная реакция
Докладчик ООН по правам меньшинств в своём докладе о визите в Казахстан отмечает мнения, что политика «казахизации» «вызвала тревогу среди русских, немцев и русскоязычных, мотивируя массовую эмиграцию». Однако в целом положительно оценивает межэтническую и языковую ситуацию в стране, резюмировав следующее:

Инициативы, с которыми выступает правительство в интересах меньшинств, несомненно, способствуют стабильности и уважению многообразия и прав меньшинств. Среди этих инициатив − важные политические меры, направленные на содействие сохранению языков меньшинств, на создание и финансирование культурных ассоциаций в целях поддержания культуры и традиций этнических меньшинств и на учреждение консультативных органов, наиболее важным из которых является Ассамблея народа Казахстана.— Доклад Независимого эксперта по вопросам меньшинств. Добавление. Миссия в Казахстан. 2010. Резюме.